# Pogrom de Moldavanka
Le pogrom de Moldavanka, dans la banlieue d'Odessa (Empire russe, aujourd'hui en Ukraine), a eu lieu en octobre 1905. Il est décrit par Suzanne Girault et Isaac Babel.

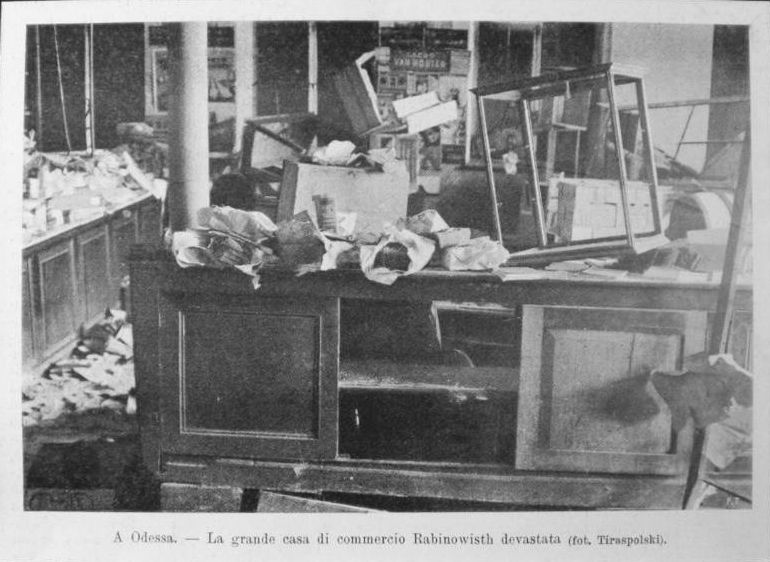
Vue du magasin Rabinovitch après le pogrom d'Odessa en 1905, photo des studios J. Tiraspolski.

## Témoignage de Suzanne Girault
Suzanne Girault est une préceptrice française, arrivée à Odessa en 1899, qui est témoin du pogrom. Moldavanka, forme russe du nom moldave Moldoveanca (« moldave » au féminin) est, au nord-ouest d’Odessa, une banlieue, à l’époque habitée principalement de moldaves, de juifs, de roms et d’arméniens peu fortunés, où régnait une ambiance « bariolée » décrite par Isaac Babel, qui y vécut.
Suzanne Girault, dans un récit en 1966 pour l’ORTF, a décrit ce pogrom : en janvier 1905 se déclenchent des révoltes paysannes, des grèves ouvrières, des mutineries de soldats et de matelots. Suzanne raconte : « Un jour que quelqu’un disait au ministre de l’intérieur qui s’appelait Plehve, qu’on sentait monter la révolution, tranquillement il a répondu : Oh, la révolution, je la noierai dans le sang des Juifs ».
Selon elle, le massacre des Juifs a été initié et encadré par le gouvernement tsariste au moyen de rumeurs antisémites dont la plus efficace était l’accusation de sacrifier des enfants chrétiens. Le pogrom fut d’une extrême violence selon ses souvenirs. Le gouvernement avait fait revenir des bagnes de Sibérie les détenus de droit commun puis les avait parqués dans le port d’Odessa. De la vodka leur fut distribuée jusqu’à 10h00 du matin. Précédés par l’infanterie et suivis par les cosaques, les « pogromistes » armés de couteaux et de bâtons se sont livrés à des défenestrations d’hommes, des viols de femmes, des assassinats d’enfants. Des femmes enceintes ont eu le ventre ouvert, le fœtus sorti et tué, puis le ventre rempli de paille. Le massacre a duré trois jours, tous les commerces furent pillés (juifs ou non). Les habitants de Moldavanka ont constitué, pour se défendre, une milice composée de Juifs mais aussi de chrétiens volontaires pour sauver les Juifs attaqués. Les miliciens tués l’ont été par balles, par l’armée russe. Suzanne Girault accueillit une quinzaine de Juifs pourchassés.
Une fois les crimes accomplis, « pogromistes » et miliciens d'auto-défense survivants furent ramenés ou emmenés en captivité en Sibérie, et la presse muselée sous menace de sanctions. Néanmoins la presse internationale eut vent du pogrom et en rendit compte.